# Johann Christian Orschall
Johann Christian Orschall (†  1687) war ein deutscher Metallurg, Alchemist und Bergwerksdirektor in der Landgrafschaft Hessen-Kassel und Frankenberg (Eder).

## Leben und Wirken
Er war ein hessischer Bergbeamter, welcher vor dieser Tätigkeit bei Johann Heinrich Rudolph in Dresden als Gehilfe arbeitete. Er lernte dort die alchemistischen Techniken. So formulierte er 1682 ein Herstellungsrezept von Rubinglas, (Goldpurpur). Fast zeitgleich hatte Johannes Kunckel ebenfalls hierzu Experimente durchgeführt, Orschall veröffentlichte diese aber zuerst.
Später war er als Bergwerksdirektor im nördlichen Hessen tätig. Durch sein Wissen und handwerkliches Können konnte er die dortigen Minenanlagen mit hoher Effektivität über drei Jahre betreiben. Dennoch musste er im Jahre 1687 diese Position wegen möglicherweise intriganten Vorwürfen seitens einer hinsichtlich seiner Effektivität und Effizienz zurückhaltend gestimmten Umgebung aufgeben.
Er kannte Gottfried Wilhelm Leibniz nicht nur persönlich, sondern stand mit jenem auch in Briefwechsel.
Um das Jahr 1685 verlieren sich seine Spuren und es besteht die Vermutung, dass er in das Königreich Polen übersiedelte wo er auch verstorben sein soll.
Der französische Philosoph und Enzyklopädist Paul Henri Thiry d’Holbach fertigte die Übertragung eines Werkes zur Metallurgie,  Ars Fusoria Fundamentalis Et Experimentalis (1689) in die französische Sprache an.

## Werke (Auswahl)
- Chymisches Wunder-Drey. Marburg 1684 und 1696
- Sol sine veste, oder, Dreyssig Experimenta dem Gold seinen Purpur auszuziehen : welches Theils die Destructionem auri vorstellet, mit angehängetem Unterricht, den schon längst verlangten Rubin-Fluss oder Rothe Glass in höchster Perfection zubereiten. Augsburg 1684
- Ars fusoria fundamentalis et experimentalis. Cassel 1689